# Skorpions Varese 2014
Questa voce raccoglie le informazioni riguardanti gli Skorpions Varese nelle competizioni ufficiali della stagione 2014.

## Roster
| Roster degli Skorpions Varese (2014) |
| --- |
| Quarterback - 6 Giacomo Micheli QB/WR - 19 Paolo Zanella Running Back - 1 Miguel Angel Garnica Gallardo RB/WR - 22 Cristian Bianchi - 32 Francesco Romano CB - 34 Giuseppe Giambra FB - 44 Luis Alberto Perez Andrade FB/OL Wide Receiver - 11 Tommaso Donzelli - 12 Gianluca Arena - 13 Daniele Colombo WR/TE - 17 Emanuele Della Bosca - 85 Gabriele Abbruzzi - 88 Marco Facetti Tight End - 3 Pietro Limido - 37 Nicolò Moruzzi TE/DE - 89 Tomas Pedotti Offensive Linemen - 54 Marco Fortunali C - 58 Christian Camilo Muñoz Velez - 68 John Steven Amarilles Ceron - 71 Edoardo Capedri DL/OL - 74 Simone Magnarelli - 77 Federico Tagnocchetti - 79 Davide Malfatti Defensive Linemen - 58 Ivan Raso - 59 Christian Bettinelli - 62 Marco Mereu - 70 Vito Cassano - 79 Ruben Edgardo Encarnacion Tovar DL/LB - 98 Giordano Tofani DE Linebacker - 8 Matteo Barausse - 43 Kevin Herman Muñoz Velez - 47 Noel Vaz Filho - 52 Emilio Yturrizaga Perez - 53 Stefano Vallino - 55 Fabio Raffaele - 57 Carmine Luca De Maio Defensive Back - 9 Stefano Granelli SS/K/PR - 19 Luca Pastori FS/QB - 21 Tommaso Digennaro CB - 23 Matteo Pianezzola CB - 30 Claudio Carelli CB Special Team Coaching staff Giorgio Nardi |

## Seconda Divisione LENAF 2014

### Regular season
| Arbitro: | V. Liguori |

|                                          |           |                  |
| Brun L. Q1 (TD) 4yd run Brun L. Q1 (pat) | Marcatori | Raso I. Q1 (saf) |

| Arbitro: | Tomaz |

| |           |  |
| Abbruzzi G. Q1 (TD) 19yd pass da Zanella P. Granelli S. Q1 (pat) Bianchi C. Q2 (TD) 29yd run Granelli S. Q2 (pat) Granelli S. Q3 (FG) 28yd field goal Garnica Gallardo M.A. Q4 (TD) 8yd run | Marcatori |  |

| Arbitro: | Perone |

| |           | |
| Murino M. Q2 (TD) 4yd run Geroldi M. Q2 (tpc) pass da Murino M. Mahmoud A. Q2 (TD) 16yd run Sodano A. Q2 (pat) Tascone D. Q3 (TD) 9yd pass da Murino M. Cerutti S. Q4 (TD) 33yd pass da Murino M. | Marcatori | Colombo D. Q2 (TD) 20yd pass da Zanella P. Granelli S. Q2 (pat) team Q2 (saf) Facetti M. Q2 (TD) 4yd pass da Zanella P. Granelli S. Q2 (pat) Garnica Gallardo M.A. Q3 (TD) 21yd run Garnica Gallardo M.A. Q3 (TD) 20yd run Granelli S. Q3 (pat) Bianchi C. Q4 (TD) 37yd run Granelli S. Q4 (tpc) rush Micheli G. Q4 (TD) 3yd pass da Zanella P. Granelli S. Q4 (tpc) rush |

| Arbitro: | Tansini |

| |           | |
| Colombo D. Q2 (TD) 28yd pass da Zanella P. Granelli S. Q2 (pat) Garnica Gallardo M.A. Q3 (TD) 19yd pass da Zanella P. | Marcatori | Brena A. Q3 (TD) 21yd pass da Giachino E. Brun L. Q3 (pat) Brena A. Q4 (TD) 57yd pass da Giachino E. Brun L. Q4 (pat) |

| Arbitro: | Galluppi |

|  |           | |
|  | Marcatori | Moruzzi N. Q1 (TD) 18yd pass da Zanella P. Granelli S. Q2 (FG) 33yd field goal Facetti M. Q3 (TD) 32yd pass da Zanella P. Granelli S. Q3 (pat) Bianchi C. Q4 (TD) 10yd run Granelli S. Q4 (pat) |

| Arbitro: | V. Liguori |

|                                                                                         |           | |
| Zanforlin N. Q1 (TD) 1yd run Zanforlin N. Q2 (TD) 5yd run Zanforlin N. Q3 (TD) 20yd run | Marcatori | Bianchi C. Q1 (TD) 10yd run Moruzzi N. Q1 (TD) 10yd pass da Zanella P. Granelli S. Q1 (pat) Bianchi C. Q2 (TD) 19yd run Granelli S. Q2 (pat) Garnica Gallardo M.A. Q3 (TD) 11yd pass da Zanella P. Granelli S. Q3 (pat) |

| Arbitro: | Tansini |

| |           | |
| Colombo D. Q3 (TD) 9yd pass da Zanella P. Granelli S. Q3 (pat) Pedotti T. Q3 (TD) 6yd pass da Zanella P. Granelli S. Q3 (pat) Abbruzzi G. Q3 (TD) 50yd interception return Bianchi C. Q3 (tpc) rush | Marcatori | Pollastri E. Q1 (TD) 21yd pass da Murino M. Pollastri E. Q2 (TD) 68yd pass da Murino M. Murino M. Q4 (TD) 1yd run Cerutti S. Q4 (tpc) pass da Murino M. |

| Arbitro: | D. Galluppi |

| |           | |
| Facetti M. Q1 (TD) 18yd pass da Zanella P. Granelli S. Q1 (pat) Colombo D. Q4 (TD) 14yd pass da Zanella P. Granelli S. Q4 (pat) | Marcatori | Vanni L. Q2 (TD) 53yd interception return Piccoli M. Q2 (pat) Sangalli F. Q2 (TD) 45yd interception return Piccoli M. Q2 (pat) team Q4 (saf) |

## Statistiche di squadra
| Competizione | %Vittorie | In casa | In casa | In casa | In casa | In casa | In casa | In trasferta | In trasferta | In trasferta | In trasferta | In trasferta | In trasferta | Totale | Totale | Totale | Totale | Totale | Totale |
| Competizione | %Vittorie | G       | V       | N       | P       | Pf      | Ps      | G            | V            | N            | P            | Pf           | Ps           | G      | V      | N      | P      | Pf     | Ps     |
| ------------ | --------- | ------- | ------- | ------- | ------- | ------- | ------- | ------------ | ------------ | ------------ | ------------ | ------------ | ------------ | ------ | ------ | ------ | ------ | ------ | ------ |
| Campionato   | .625      | 4       | 2       | 0       | 2       | 72      | 49      | 4            | 3            | 0            | 1            | 97           | 52           | 8      | 5      | 0      | 3      | 169    | 101    |
| Playoff      | .000      | 0       | 0       | 0       | 0       | 0       | 0       | 0            | 0            | 0            | 0            | 0            | 0            | 0      | 0      | 0      | 0      | 0      | 0      |
| Totale       | .625      | 4       | 2       | 0       | 2       | 72      | 49      | 4            | 3            | 0            | 1            | 97           | 52           | 8      | 5      | 0      | 3      | 169    | 101    |